# Regina van Saksen-Meiningen

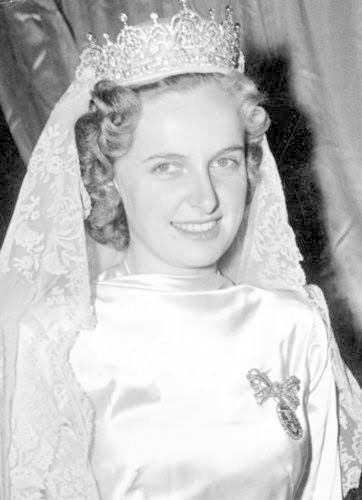
Regina van Saksen-Meiningen

Regina Helene Elisabeth Margarete van Saksen-Meiningen (Würzburg, 6 januari 1925 - Pöcking, 3 februari 2010) was een lid van het huis Saksen-Meiningen.

## Levensloop
Regina was de jongste van vier kinderen van prins George van Saksen-Meiningen uit diens huwelijk met gravin Klara-Marie von Korff genannt Schmissing-Kerssenbrock. Regina was het enige kind uit het gezin dat trouwde en kinderen kreeg; haar broer Anton Ulrich sneuvelde tijdens de Tweede Wereldoorlog, haar andere broer Friedrich Alfred werd kartuizermonnik en haar enige zus Marie Elisabeth stierf drie maanden na haar geboorte. Ook was ze een nicht in de tweede graad van koningin Beatrix der Nederlanden.
Hoewel het huis Saksen-Meiningen protestants was, kreeg Regina van haar moeder een katholieke opvoeding. Ze groeide op in het fort van Heldburg in Thüringen, dat in 1945 in handen van de Sovjets viel. Haar vader, rechter in Meiningen en Hildburghausen, stierf in 1946 als gevangene in het krijgsgevangenkamp van Tsjerepovets, terwijl Regina en haar moeder naar West-Duitsland vluchtten. Toen ze voor Caritas in een tehuis voor Hongaarse vluchtelingen werkte, ontmoette ze haar toekomstige echtgenoot Otto van Habsburg-Lotharingen (1912-2011), die na de dood van zijn vader Karel I in 1922 pretendent van de Oostenrijkse keizerstroon was geworden.
Op 10 mei 1951 huwden Regina en Otto met pauselijke toestemming in de Saint-François-des-Cordelierskerk in Nancy, de hoofdstad van Lotharingen, waar zijn voorouders langs vaderzijde vandaan kwamen. Na het huwelijk liet ze zich Regina van Habsburg noemen. Van 1954 tot aan haar dood in 2010 woonden Regina en Otto in de Villa Austria in het Beierse Pöcken, nabij Starnberger See.
Op 2 december 2005 liep Regina een hersenbeschadiging op en werd ze naar het ziekenhuis van Nancy gebracht. Ze herstelde redelijk snel en was eind februari 2006 al in staat om de overbrenging van de kisten van haar moeder en broer naar het kerkhof van Heldburg bij te wonen. In de lente van 2007 werd ook het stoffelijk overschot van haar vader daar gebracht.
Regina stierf in februari 2010 op 85-jarige leeftijd en werd bijgezet in het fort van Heldburg. Haar lichaam, met uitzondering van haar hart, werd bijgezet in de Basiliek van Mariazell en werd na de dood van haar echtgenoot in juli 2011 overgebracht naar de Kapuzinergruft in Wenen.

## Nakomelingen
Regina en haar echtgenoot Otto kregen zeven kinderen, vijf dochters en twee zonen:
- Andrea (1953), huwde in 1977 met erfgraaf Karl Eugen von Neipperg.
- Monika (1954), huwde in 1980 met de Spaanse edelman Don Luis Gonzaga de Casanova-Cardenas, hertog van Santangelo.
- Michaela (1954), huwde in 1984 met Eric Henry Alba-Teran d'Antin, van wie ze in 1994 scheidde, en daarna in 1994 met graaf Hubertus von Kageneck, van wie ze in 1998 scheidde.
- Gabriela (1956), Georgisch ambassadeur in Duitsland (2009-2013), huwde in 1978 met Christian Meister, van wie ze in 1997 scheidde.
- Walburga (1958), ondervoorzitter van de Paneuropese Unie, huwde in 1992 met de Zweedse graaf Archibald Douglas.
- Karl (1961), hoofd van het huis Habsburg, huwde in 1993 met Francesca Thyssen-Bornemisza de Kászon, dochter van Hans Heinrich Thyssen-Bornemisza de Kászon.
- Paul Georg (1964), speciaal ambassadeur voor de Hongaarse regering bij de Europese Unie, huwde in 1997 met hertogin Eilika van Oldenburg.